# Чигаев, Максим Константинович
Макси́м Константи́нович Чигаев (род. 7 ноября 1996, Кемерово) — испанский и российский шахматист, гроссмейстер (2016), тренер, стример и комментатор.

## Биография
Начал играть в шахматы с родственниками в 6 лет. Позже его отвели в шахматный клуб при КемГУ к заслуженному тренеру РСФСР Евгению Андрееву и его жене Инге Римгаудовне.
В 14 лет переехал в Санкт-Петербург, где занимался у Дениса Евсеева, некоторое время с Валерием Поповым и Александром Халифманом.
Чигаев достиг больших успехов в юношеских соревнованиях:
- Победитель олимпиады до 16 лет в составе юношеской сборной России (Стамбул, 2012)[4].
- Бронзовый призёр первенства мира до 16 лет (Марибор, 2012)[5][6].
- Бронзовый призёр первенства Европы до 18 лет (Будва, 2013)[7].
- Победитель 13-го турнира «Юные звёзды мира» — мемориал Вани Сомова (Кириши, 2015)[8].
- Бронзовый призёр первенства России до 20 лет (Лоо, 2015)[9].

После окончания школы поступил в УГГУ. В составе сборной вуза становился победителем Евроуниверсиады (2019).
В июне 2018 года женился на Анастасии Сазоновой. Переехал в Тюмень и стал представлять город на соревнованиях. Бронзовый призёр командного чемпионата России и клубного Кубка Европы в составе «Молодёжки» (2018). Победитель и призёр множества этапов Гран-при и Кубков России. Серебряный призёр командного чемпионата России 2022 в составе «Медного всадника».
Благодаря хорошим результатам в сильных опен-турнирах (Аэрофлот, Grenke Chess, Казань) Чигаев получил уайлд-кард от Ассоциации шахматистов-профессионалов в Tata Steel Challengers 2019 в Вейк-ан-Зее. Набрал 8½ из 13 и разделил 2-4 места с Андреем Есипенко и Беньямином Гледура, по дополнительным показателям остался 4-м. Участвовал в Кубке мира 2019, в 1-м раунде уступил 2-0 Пархаму Магсудлу. Участник чемпионата Европы 2019 (36-е место).
В октябре 2020 года Чигаев выиграл Высшую лигу чемпионата России и впервые в карьере получил возможность участвовать в Суперфинале. В 2021 году занял 2-е место, в 2022 году занял 4-е и также отбирался в Суперфиналы (2021, 2022).
Участник чемпионатов мира по блицу (2021, 2022). В 2021 году на чемпионате по рапиду набрал 8 очков из 13 (20-38 места), в 2022 году набрал 8½ из 13 и разделил 9-21 места.
Выступил против вторжения России на Украину, подписав открытое письмо 44 шахматистов Владимиру Путину. С 2023 года играет за Испанию и продолжает показывать хорошие результаты в турнирах.